# وسام فرينك
وسام فرينك لعلماء الحيوان البريطانيين تمنحه جمعية الحيوان في لندن «لعلماء الحيوان المحترفين الذين يقدمون إسهامات عظيمة وغير مسبوقة لتطور دراسات الحيوان في التطبيقات الأوسع لها»

## قائمة بالحاصلين عليه
فيما يلي قائمة بالحاصلين على وسام فرينك.
- 2010 زينغ يانغ
- 2009 تشارلز جودفراي
- 2008 كريستوفر سترينغر
- 2007 توماس كافالير سميث
- 2006 برايان تشارلزوورث
- 2005 جيوف باركر
- 2004 مالكوم بوروز
- 2003 كوينتن بون
- 2002 مايكل ب. هاسل
- 2001 نيك ديفيز
- 2000 ريتشارد فورتي
- 1999 ليندا بارتريدج
- 1998 جون هـ. لوتن
- 1997 ت. هـ. كلاتون بروك
- 1996 ج. ر. كريبس
- 1995 روبرت ماي وبارون ماي، جامعة أكسفورد
- 1994 م. ف. لاند
- 1993 ر. م. أندرسون
- 1992 ب. ك. فوليت
- 1991 ر. أ. هندي[3]
- 1990 جون ماينارد سميث[4]

قبل عام 1990، ضمت قائمة الفائزين بالجائزة التالي ذكرهم:
- و. د. هاميلتون[5]
- آرثر كين
- ويليام هومان ثروب[6]
- ف. سي. ووين إدواردز[7]
- فينسينت ويجلسوورث
- سيدني مانتون[8]
- جون زاكري يونغ
- جوليان هاكسلي
- جيوفري فراير